# Harakovce
Harakovce este o comună slovacă, aflată în districtul Levoča din regiunea Prešov. Localitatea se află la altitudinea de 509 m deasupra n.m., se întinde pe o suprafață de 5,28 km2 și în 2017 număra 61 de locuitori.

## Istoric
Localitatea Harakovce este atestată documentar din 1272.

## Demografie
| An:                | 1994 | 2004   | 2014    | 2024   |
| ------------------ | ---- | ------ | ------- | ------ |
| Număr de persoane: | 71   | 69     | 59      | 54     |
| Diferență:         |      | −2,81% | −14,49% | −8,47% |

| An:                | 2023 | 2024   |
| ------------------ | ---- | ------ |
| Număr de persoane: | 56   | 54     |
| Diferență:         |      | −3,57% |